# Frederick Buechner

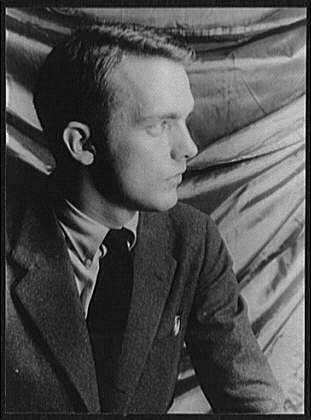
Frederick Buechner, Foto von Carl van Vechten, 1950

Carl Frederick Buechner (* 11. Juli 1926 in New York City, New York; † 15. August 2022 in Rupert, Vermont) war ein amerikanischer Autor und reformierter Theologe und presbyterianischer Pastor. Er schrieb 36 Bücher in verschiedenen Bereichen. An der Lawrenceville School, der New York University, des Princeton Theological Seminary, und vielen weiteren Universitäten der USA lehrte er Kreatives Schreiben.

## Leben
Buechner besuchte die Lawrenceville School in Lawrenceville (New Jersey), die er 1943 abschloss. Dann studierte er Englisch an der Princeton University in Princeton (New Jersey), wo er 1947 den Bachelor machte. 1944 bis 1946 diente er in der US-Army. 1948 bis 1953 studierte er an der Lawrenceville School weiter, wo er mit einem Master in Englisch abschloss. Dann studierte er Theologie am Union Theological Seminary in New York, wo er 1958 den B.D. machte. Im gleichen Jahr wurde er in der United Presbyterian Church zum Pastor ordiniert.
In den Sommern 1953 und 1954 war er Lehrer für Kreatives Schreiben an der New York University. 1954 bis 1958 war er als Klinikleiter für Angestellte einer protestantischen Kirchgemeinde in East Harlem in New York tätig. 1958 bis 1967 war er Vorsitzender des Religionsdepartements, 1960 bis 1967 Studentenpfarrer an der Phillips Exeter Academy in New Hampshire.
Buechner war Lehrer an verschiedenen Universitäten, so 1969 am Lehrstuhl William Belden Noble an der Harvard University in Cambridge (Massachusetts), 1971 am Russell-Lehrstuhl an der Tufts University in Medford (Massachusetts), 1976 am Lyman Beecher-Lehrstuhl an der Yale Divinity School in New Haven in Connecticut, 1979 am Harris-Lehrstuhl am Bangor Seminary in Maine, 1981 am Smyth-Lehrstuhl am Columbia Seminary in New York, 1982 am Zabriskie-Lehrstuhl am Virginia Seminary in Lynchburg (Virginia) und 1990 am Trinity Institute.
Buechner war ein vielseitiger religiöser Schriftsteller, er schrieb in mehreren Genres, darunter Belletristik, Autobiographie, Aufsätze, Predigten und Sachbücher. Seine über 36 Bücher wurden in 27 Sprachen übersetzt. Buechner lebte und starb in Vermont.

## Ehrungen
- 1955: O. Henry Award (3. Platz)
- 1959: Rosenthal Award
- 1972: National Book Award for Fiction (Finalist)
- 1981: Pulitzer Prize for Fiction (Finalist)
- 1982: American Academy Award
- 1983: Ehrendoktor des Virginia Theological Seminary
- 1984: Lafayette College, Easton, Pennsylvania
- 1985: Ehrendoktor der Lehigh University, Bethlehem (Pennsylvania)
- 1988: Cornell College, Mt. Vernon, Iowa
- 1990: Yale University[4]
- Institute of Arts and Letters
- 2008: Buechner Speaker Series am King College in Bristol in Tennessee. Am Beispiel Buechners werden zeitgenössische Überschneidungen von Glaube und Kultur entdeckt, angeschaut und auch definiert.

## Frederick Buechner-Center
Es wurde ein Frederick Buechner-Zentrum gegründet, um die Werke von Frederick Buechner mit Menschen und Kirchen auf der ganzen Welt zu teilen.

## Werke
- Bred In The Bone: An Anthology. 1945.
- A Long Day's Dying. 1950.
- The Seasons' Difference. 1952.
- The Return of Ansel Gibbs. 1958.
- The Final Beast. 1965.
- The Magnificent Defeat. 1966.
- The Hungering Dark. 1968.
- The Entrance to Porlock. 1970.
- The Alphabet of Grace. 1970.
- Lion Country. 1971.
- Open Heart. 1972.
- Wishful Thinking: A Theological ABC. 1973.
- Love Feast. 1974.
- Faces of Jesus: A Life Story. 1974.
- Treasure Hunt. 1977.
- Telling the Truth: The Gospel As Tragedy, Comedy, and Fairy Tale. 1977.
- Peculiar Treasures: A Biblical Who's Who. 1979.
- The Book of Bebb. 1979.
- Godric. 1980.
- The Sacred Journey. 1982.
- Now and Then: A Memoir of Vocation. 1983.
- A Room Called Remember. 1984.
- Brendan. 1987.
- Whistling in the Dark: An ABC Theologized. 1988.
- The Wizard's Tide. 1990 (später wiederveröffentlicht als The Christmas Tide: A Story. 2005).
- Telling Secrets, a Memoir. 1991.
- The Clown in the Belfry: Writings on Faith and Fiction. 1992.
- Listening to Your Life: Daily Meditations with Frederick Buechner. 1992.
- The Son of Laughter. 1993.
- The Longing for Home: Recollections and Reflections. 1996.
- On the Road With the Archangel. 1997.
- The Storm. 1998.
- The Eyes of the Heart: A Memoir of the Lost and Found. 1999.
- Speak What We Feel (Not What We Ought to Say): Reflections on Literature and Faith. 2004.
- Beyond Words: Daily Readings in the ABC's of Faith. 2004.
- The Christmas Tide: A Story. 2005 (zuvor veröffentlicht als The Wizard's Tide. 1990).
- Secrets in the Dark: A Life in Sermons. 2006, ISBN 978-0-06-084248-2.
- The Yellow Leaves: A Miscellany. 2008, ISBN 978-0-664-23276-4.

### Deutsche Übersetzungen
- Wunschdenken – ein religiöses ABC, Theologischer Verlag Zürich (TVZ), Zürich 2007, ISBN 978-3-290-17427-9